# Егудин, Илья Абрамович
Илья Абрамович Егудин (1913—1985) — советский партийный и хозяйственный деятель, Герой Социалистического Труда (1966), четырежды награждён орденом Ленина, депутат Верховного Совета Украинской ССР пяти созывов.

## Биография
Один из известнейших деятелей колхозного движения в Крыму, руководитель крупнейшего хозяйства Крыма, ставившего рекорды урожайности зерновых и одного из крупнейших хозяйств Украины.
Начинал в колхозе им. Свердлова в Крыму. Директор Курманской МТС Курманского сельского совета Тельманского района Крымской АССР (1941). Председатель колхоза «Дружба народов» Красногвардейского района Крыма.
Председатель колхоза «Россия». Избран в Союзный Совет колхозов (учреждён в 1969 году). В 1967 году хозяйство «Дружба народов» награждено орденом Ленина. Площадь угодий хозяйства «Дружба народов» составляет 11 тысяч 216 гектаров (2007).
Член КПСС с 1938 года. С 1963 по 1967 годы — депутат Верховного Совета Украинской ССР VI-го созыва от Крымской области.
Делегат XXV съезда КПСС.

## Память
В Красногвардейске именем И. А. Егудина назван жилмассив, в с.Петровка Красногвардейского района — квартал им. Егудина.

### В литературе
И. А. Егудин стал прототипом героя романа «Под жарким солнцем» Ильи Мегудина, писателя Эли Гордона (Ильи Зиновьевича Гордона).